# 秋水斋琴谱
《秋水齋琴譜》，古琴譜，清咸豐黃伯平著。

## 琴譜介紹
咸豐己末黃伯平自題《秋水齋琴譜》，精鈔《洞天春曉》、《陽春》、《古交行》、《蒼江夜雨》、《夢蝶遊》五曲，均有重大改編，改編側重在節奏遲緩。《洞天春曉》、《陽春》、《古交行》係改編以後鈔寫，《蒼江夜雨》（自注《伯牙心法》譜）與《蝶夢遊》兩曲，均在鈔過以後，就譜內塗改。改編重點，以加注“緩”及“少息”爲多，說明彈者從容極致。鈔寫書法，老練端正，非初學所能也。此本除鈔王傳琴曲供改編之外，無其他新穎資料。